# Smack the Pony
Smack the Pony war eine britische Sketch-Comedy-Fernsehserie, die von 1999 bis 2003 auf Channel 4 lief. In Deutschland lief die Sendung in der Erstausstrahlung vom 6. September 2001 bis 27. März 2003 auf ProSieben. Die Hauptdarstellerinnen und Autorinnen waren Fiona Allen, Doon Mackichan und Sally Phillips. Außerdem spielten auch häufig die Darsteller Sarah Alexander und Darren Boyd mit.
Einige regelmäßige Themen, von denen die Sketche handelten, waren erfolglose Beziehungen und Konkurrenz am Arbeitsplatz, aber auch surreale Themen waren Bestandteil der Show. Außerdem gab es zwei weitere regelmäßige Sketche, welche zum einen von einer Gruppe von Frauen handelten, die via Fernsehen einen neuen Partner suchen und zum anderen ein Sketch, in dem sie einen eigenen Song sangen.
Es entstanden insgesamt drei Staffeln sowie zwei Weihnachtsspecials. Nach der Serie spielten die drei Frauen 2004 noch einmal gemeinsam in einem Film mit: 'The Gladiatress', einer Parodie auf sogenannte 'Sandalenfilme' wie 'Gladiator' oder 'Vercingetorix '.
In den Jahren 1999 und 2000 gewann Smack the Pony einen Emmy für The Best Popular Arts Show.

## Wiederkehrende und besondere Charaktere/Sketche
- Dating-Agentur-Videos: In fast allen Episoden sind verschiedene Typen von Frauen zu sehen, die auf der Suche nach einer Person (z. B. dem Traummann) sind. In den ersten Episoden ist zu Beginn des Sketches ein Foto und der Name der Person zu sehen, später erscheinen die Videos im Website-Layout.
- Die gereizte Mitbewohnerin: Eine gereizte Krankenschwester, Mitbewohnerin zweier ihrer Kolleginnen, die alles schreckliche betont, sodass ihre Mitbewohnerinnen immer Dinge hinter ihren Rücken tun, wie das Füllen von Seife oder Reinigungschemikalien in ihren Joghurt.
- Die gespielte Diabetes: Eine Frau täuscht Diabetes vor, sodass sie spezielle Bestellung und Gratisproben im Supermarkt und im Restaurant erhält. Diese Sketche sind nur in Staffel 3 zu sehen.
- Die vergesslichen Frauen: Gegenstand der Sketche sind drei vergessliche Frauen, die immer wieder Dinge vergessen, obwohl diese offensichtlich sind. So wird z. B. eine Frau gebeten, dass sie eine Petition unterschreiben soll, die das Leben mit Hunden vereinfachen soll. Sie teilt der Frau mit der Petition mit, sie habe Angst vor Hunden, woraufhin sie auf ihren Hund hingewiesen wird und schreiend davonrennt. In einer anderen Folge wird eine offenbar schwangere Frau, die bisher nichts von ihrer Schwangerschaft wusste, aufgefordert eine Petition zum Schutz der Kinder zu unterschreiben, woraufhin sie ihre Schwangerschaft bemerkt.
- Sing-Wettstreit: In diesem Sketch singt eine Frau (Sally Phillips) zu einem Song aus dem Radio und wird dabei hin und wieder von ihrer Kollegin (Doon Mackichan) unterbrochen, die im nächsten Vers einsetzt. Dabei versucht erstere immer wieder ihre Kollegin zu übertrumpfen und wird immer extremer und lauter, was das Singen betrifft. Schlussendlich schreit sie förmlich, woraufhin sie sich bei ihrer Kollegin entschuldigt und meint, sie habe sich am Papier geschnitten. Der Sketch wurde 2005 in der Channel-4-Sendung 50 Greates Comedy Sketches vom Publikum auf Nummer 22 gewählt.
- Rivalinnen: Vier Frauen versuchen sich mit Geschenken und anderen Dingen ständig zu übertrumpfen.
- Der nackte Mann: Dieses wiederkehrende Element tritt vor allem in den ersten Episoden in Erscheinung. Drei Frauen unterhalten sich über alltägliche Dinge, während ein völlig nackter Mann durchs Bild läuft, um z. B. den Bus zu bekommen und dabei die Frauen entsprechend zu verwirren.
- Frau mit hohen Schuhen: Diese Art von Sketch kommt in allen Staffeln vor. Darin treibt eine Frau in hochhackigen Schuhen Sport, wobei die Schuhe ungeeignet sind (z. B. Surfen).
- Die Tierärztin: In den Sketchen (hauptsächlich in Staffel 2) tritt eine Tierärztin in Erscheinung, die Schwierigkeiten beim Erkennen der Tiere hat und somit sinnlose Diagnosen stellt, wie z. B., dass die Katze einer Frau eine Brille benötige.
- Die Ex: In den Sketchen (ebenfalls vornehmlich in Staffel 2) ist ein Mann zu sehen, dessen Ex-Freundin sich an sein Bein klammert und in verschiedenen Episoden hofft ihn zurückgewinnen zu können.

## Deutsche Synchronfassung
Die deutsche Synchronfassung der Serie entstand bei Splendid Synchron GmbH.
| Schauspieler/in | Synchronsprecher/in |
| --------------- | ------------------- |
| Sally Phillips  | Christin Marquitan  |
| Doon Mackichan  | Bettina Weiß        |
| Fiona Allen     |                     |
| Sarah Alexander | Ilya Welter         |

## Ausstrahlung
Die deutsche Erstausstrahlung erfolgte ab 2001 bei ProSieben. Dabei wurde die Titelsequenz komplett abgewandelt. Man verwendete einen anderen Hintergrund und der Titelsong wurde in I Don't Want a Lover von der Band Texas geändert. Zuletzt wurde die Serie 2008 auf Comedy Central wiederholt. Bereits bei der Ausstrahlung auf Nick Comedy ab 2005 griff man, anders als bei der ProSieben-Version, auf den originalen Vorspann mit der eigentlichen Titelmelodie zurück.
| Staffel | Episodenanzahl | Erstausstrahlung UK | Erstausstrahlung UK | Deutschsprachige Erstausstrahlung | Deutschsprachige Erstausstrahlung |
| Staffel | Episodenanzahl | Staffelpremiere     | Staffelfinale       | Staffelpremiere                   | Staffelfinale                     |
| ------- | -------------- | ------------------- | ------------------- | --------------------------------- | --------------------------------- |
| 1       | 7              | 19. März 1999       | 30. April 1999      | 6. September 2001                 | 18. Oktober 2001                  |
| 2       | 7              | 13. April 2000      | 26. Mai 2000        | 25. Oktober 2001                  | 29. August 2002                   |
| 3       | 9              | 11. Januar 2002     | 8. März 2002        | 16. Januar 2003                   | 27. März 2003                     |

### Episodenliste
Eine Ausstrahlung der beiden Christmas Special in deutscher Synchronfassung ist bis heute nicht erfolgt.
| Nummer (gesamt) | Nummer (Staffel) | Erstausstrahlung | Deutsche Erstausstrahlung |
| 01              | 01               | 19. März 1999    | 6. September 2001         |
| 02              | 02               | 26. März 1999    | 13. September 2001        |
| 03              | 03               | 2. April 1999    | 20. September 2001        |
| 04              | 04               | 9. April 1999    | 27. September 2001        |
| 05              | 05               | 16. April 1999   | 4. Oktober 2001           |
| 06              | 06               | 23. April 1999   | 11. Oktober 2001          |
| 07              | 07               | 30. April 1999   | 18. Oktober 2001          |

| Nummer (gesamt) | Nummer (Staffel) | Erstausstrahlung | Deutsche Erstausstrahlung |
| 08              | 01               | 13. April 2000   | 25. Oktober 2001          |
| 09              | 02               | 20. April 2000   | 8. November 2001          |
| 10              | 03               | 27. April 2000   | 15. November 2001         |
| 11              | 04               | 5. Mai 2000      | 22. November 2001         |
| 12              | 05               | 12. Mai 2000     | 15. August 2002           |
| 13              | 06               | 19. Mai 2000     | 22. August 2002           |
| 14              | 07               | 26. Mai 2000     | 29. August 2002           |

| Nummer (gesamt) | Nummer (Staffel) | Erstausstrahlung | Deutsche Erstausstrahlung |
| 15              | 01               | 11. Januar 2002  | 16. Januar 2003           |
| 16              | 02               | 18. Januar 2002  | 23. Januar 2003           |
| 17              | 03               | 25. Januar 2002  | 30. Januar 2003           |
| 18              | 04               | 1. Februar 2002  | 6. Februar 2003           |
| 19              | 05               | 8. Februar 2002  | 13. Februar 2003          |
| 20              | 06               | 15. Februar 2002 | 20. Februar 2003          |
| 21              | 07               | 22. Februar 2002 | 27. Februar 2003          |
| 22              | 08               | 1. März 2002     | 6. März 2003              |
| 23              | 09               | 8. März 2002     | 27. März 2003             |

| Nummer (gesamt) | Titel der Episode     | Erstausstrahlung  |
| 24              | Christmas Special (1) | 26. Dezember 2002 |
| 25              | Christmas Special (2) | 3. Januar 2003    |

## Veröffentlichungen
In Großbritannien wurde eine VHS-Kassette sowie DVD-Box mit dem Titel The Best of Smack the Pony 2002 und 2003 veröffentlicht. Alle Staffeln und die Christmas Specials sind darüber hinaus im britischen iTunes-Store verfügbar.
Seit 2012 können US-amerikanische Bürger über Hulu.com die Serie ansehen.
Alle drei Staffeln wurden in Skandinavien über Pan Vision und Finnkino im Jahr 2008 veröffentlicht. Neben der Originalfassung wird auch die schwedische, finnische, norwegische und dänische Synchronfassung angeboten. Extras sind nicht enthalten.
Polyband veröffentlichte am 30. Januar 2006 die erste Staffel in deutscher und englischer Fassung auf DVD. Am 30. Juni 2006 folgte Staffel 2, Staffel 3 wurde bisher ebenso wenig wie die Christmas Specials in Deutsch auf DVD veröffentlicht. Extras sind auch in der deutschen Fassung nicht enthalten.

## Auszeichnungen
2003 - Goldene Rose von Montreux Bronzene Rose in der Kategorie Comedy

## Russisches Remake
Der russische Fernsehsender TNT ließ ab 2006 eine eigene Version der Sendung mit dem Titel (Женская Лига, Ženskaya Liga; deutsch: Frauenliga) produzieren. Insgesamt wurden 98 Folgen in 7 Staffeln produziert.

### Hauptrollen
| Staffel | Schauspielerinnen                 | Schauspielerinnen                | Schauspielerinnen             | Schauspielerinnen         |
| ------- | --------------------------------- | -------------------------------- | ----------------------------- | ------------------------- |
| 1       | Евгения Крегжде (Eugene Kregzhde) | Ольга Тумайкина (Olga Tumaykina) | Анна Антонова (Anna Antonova) | Анна Ардова (Anna Ardova) |
| 2–5     | Ольга Медынич (Olga Medynich)     | Ольга Тумайкина (Olga Tumaykina) | Анна Антонова (Anna Antonova) | Анна Ардова (Anna Ardova) |
| 6–7     | Ольга Медынич (Olga Medynich)     | Ольга Тумайкина (Olga Tumaykina) | Анна Антонова (Anna Antonova) | Галина Боб (Galina Bob)   |